# Sanglung
Le Sanglung est un sommet du Tibet, en Chine, s'élevant à 7 095 mètres d'altitude dans l'Himalaya. Avec une proéminence de 995 m, c'est un des plus hauts sommets vierges du monde. Il se situe à 7 km à l'est du Namcha Barwa, dans la réserve naturelle du canyon du Yarlung Tsangpo. Il présente un sommet secondaire, le Sanglung ouest, à 6 809 m d'altitude, 189 m de proéminence et 1 km à l'ouest du point culminant, lui aussi vierge.